# Tore Sjöberg
Tore Olof Sjöberg, född 30 oktober 1915 i Stockholm, död 29 maj 1980 på Lidingö, var en svensk filmproducent och dokumentärfilmare. 
Han är begravd på Lidingö kyrkogård.

## Regi
- 1963 – Krigets vanvett

## Producent i urval
- 1960 – Den blodiga tiden
- 1964 – Bröllopsbesvär
- 1967 – Bränt barn
- 1970 – Nana (även manus)
- 1975 – Jorden runt med Fanny Hill